# Black Albert
Black Albert is een Belgisch bier van hoge gisting.
Het bier wordt gebrouwen door De Struise Brouwers, Oostvleteren.
Het is een zwart bier met een alcoholpercentage van 13%. De naam verwijst naar stout (Black) en de  Belgische Koning Albert (Royal). Dit bier werd ontwikkeld voor de befaamde bierpub Ebenezer's Pub, in de VS.